# Physaria calcicola
Physaria calcicola är en korsblommig växtart som först beskrevs av Reed Clark Rollins, och fick sitt nu gällande namn av O'kane och Al-shehbaz. Physaria calcicola ingår i släktet Physaria och familjen korsblommiga växter. Inga underarter finns listade i Catalogue of Life.